# هلموت رولدر
هلموت رولدر (به آلمانی: Helmut Roleder) بازیکن فوتبال و دروازه‌بان اهل آلمان است که از سال ۱۹۸۴ میلادی عضو تیم ملی فوتبال آلمان بوده‌است. وی در ۱ بازی ملی حضور داشته است و آخرین بازی ملی خود را در سال ۱۹۸۴ میلادی انجام داد. هلموت رولدر در بازی‌های ملی‌اش گلی به ثمر نرساند.
از تیم‌هایی که در آن بازی کرده‌است می‌توان به باشگاه فوتبال اشتوتگارت اشاره کرد.